# Hanover (häst)
Hanover, född 1884, död 1899, var ett engelskt fullblod, mest känd för att ha varit obesegrad i sina 17 första starter, samt segrat i 1887 års upplaga av Belmont Stakes. Han var efter tävlingskarriären väldigt framgångsrik som avelshingst, och blev utsedd till ledande avelshingst i Nordamerika fyra år i rad.

## Bakgrund
Hanover var en fuxhingst efter Hindoo och under Bourbon Belle (efter Bonnie Scotland). Han föddes upp av Colonel E. Clay på Runnymede Farm och ägdes av Dwyer Brothers Stable. Han tränades under tävlingskarriären av Frank McCabe.
Hanover sprang in 118 887 dollar på 50 starter, varav 32 segrar, 14 andraplatser och 2 tredjeplatser. Han tog karriärens största seger i Belmont Stakes (1887). Han segrade även i Sapling Stakes (1886), Brookdale Handicap (1887), Champion Stakes (1887), Hopeful Stakes (1886), Withers Mile (1887), Brooklyn Derby (1887), Stockton Stakes (1887), United States Hotel Stakes (1887), Second Special Stakes (1887), Swift Stakes (1887), Spindrift Stakes (1887) och Lorillard Stakes (1887).

## Karriär
Hanover började att tränas som tvååring av Frank McCabe, och segrade i alla tre löpen han startade i: Hopeful Stakes, July Stakes och Sapling Stakes. Som treåring startade Hanover 27 gånger, och tävlade på distanser från fyra furlongs (800 m) till två miles (3 200 m). Under treåringssäsongen tog han 20 segrar (inklusive Belmont Stakes med 15 längder) och slutade endast en gång utan prispengar. Efter sina två första tävlingssäsonger hade Hanover vunnit 17 lopp i rad.
Efter flera förluster som fyraåring, och efter att ha fått svår hälta i höger framhov, nervsnittades Hanover och tävlade inget mer under året. Som femåring förlorade han tre gånger på sina fyra första starter, men avslutade säsongen med 9 segrar på 17 starter. Hanover avslutade sin tävlingskarriär som den häst som sprungit in mest pengar i USA, med totalt 118 887 dollar.

### Som avelshingst
Efter att tävlingskarriären avslutats såldes Hanover till överste Milton Young och stallades upp på McGrathiana Stud nära Lexington, Kentucky, som avelshingst. Hanover fick där en mycket framgångsrik avelskarriär, och blev ledande avelshingst i Nordamerika fyra år i rad (1885–1889). Han är bland annat far till Hamburg, David Garrick, Halma, Compute, The Commoner, Handspring, Half Time och Yankee. Dessutom blev han morfar till Triple Crown-vinnaren Sir Barton och även morfar till stoet Tanya, som segrade i 1905 års Belmont Stakes.

### Död
Då Hanover var nervsnittad kunde han inte känna smärta i höger framhov, och bröt ett ben i hoven. Detta ledde till blodförgiftning, och hans tillstånd förvärrades innan han avlivades i mars 1899.
Efter skapandet av National Museum of Racing och Hall of Fame 1955, var Hanover en av de första hästarna som valdes in.